# 대구대봉초등학교
대구대봉초등학교(大邱大鳳初等學校)는 대한민국 대구광역시 남구 이천동에 있는 공립 초등학교이다. 교목은 은행나무이며 교화는 장미이다.